# Prasinocyma nictata
Prasinocyma nictata là một loài bướm đêm trong họ Geometridae.